# Андрієнко-Данчук Павлина Тихонівна
Павли́на Ти́хонівна Андрійчук, у шлюбі Андріє́нко-Данчу́к (нар. 8 травня 1925, Вівсяники) — українська літературознавиця, публіцистка.

## Біографія
Народилась 8 травня 1925 р. у с. Вівсяники Козятинського району Вінницької області в родині агронома Тихона Дмитровича Андрійчука. Після закінчення школи до початку війни навчалася у Житомирському педінституті. 
У 1943 р. емігрувала на Захід. Жила у Франції. В 1948 році переїхала в Аргентину. З 1965 року проживає у США. Закінчила філософський факультет Мюнхенського університету (1986). Працювала редакторкою молодіжного журналу «Крилаті» (1991—1993), секретаркою комісії Шкільної Ради Українського конгресового комітету Америки і є педагогічною дорадницею до трьох Шкіл українознавства: в Пассейку, Джерсі-Сіті і в Нью-Йорку.
Друкувалася у журналах «Нові дні», «Слово», «Крилаті». Досліджує сучасний літературний процес.